# Anita Loos
Anita Loos (Sisson, 26 d'abril de 1889-Nova York, 18 d'agost de 1981) va ser una escriptora nord-americana.
Va començar treballant en el teatre, al costat del seu pare que en dirigia algun, i als 12 anys ja feia guions per al cinema. Als 20 anys Loos ja era guionista professional. El 1911 va vendre el guió per a la pel·lícula The New York Hat, produïda el 1912 per D. W. Griffith i protagonitzada per Mary Pickford i Lionel Barrymore; va descobrir Douglas Fairbanks, que arribaria a ser va ser una de les grans figures de cinema mut de Hollywood, per al qual va escriure molts guions entre 1916 i 1919.
El 1919 Loos es va casar amb escriptor-director John Emerson, i junts van començar a escriure i produir les seves pròpies pel·lícules. Als anys trenta va saber adaptar-se a el cinema sonor i des de 1932 i durant 18 anys va treballar per a la Metro-Goldwyn-Mayer, a qui donà alguns dels seus grans èxits: La pèl-roja (1932), que consagrava Jean Harlow, (1936) i Saratoga (1937), totes dues amb Clark Gable.
A més va escriure obres de teatre, novel·les i adaptacions, com Gigi, de Colette. També per a la premsa escrivia regularment col·laboracions per a les revistes Harper's Bazaar, Vanity Fair i The New Yorker.
És molt coneguda per la seva novel·la Els senyors prefereixen les rosses (Gentlemen Prefer Blondes, 1926), que aviat va ser un gran èxit de vendes i donaria lloc a pel·lícules i musicals, algun dels quals protagonitzat per Marilyn Monroe i Jane Russell. Escrita en forma de diari, plena d'humor desvergonyit i situacions còmiques i fent ús de l'elegància, la ironia i la fantasia, es convertiria en una referència inevitable de la literatura popular del segle xx.
Després en va escriure la continuació: Però es casen amb les brunes (But Gentlemen Marry Brunettes, 1928). Va escriure algunes novel·les més, com A Mouse Is Born (1951) i No Mother To Guide Her (1961), i llibres de memòries, com A Girl Like I (1965) i Adéu a Hollywood amb un petó (1974).